# Gubberakoppa, Badami
Gubberakoppa là một làng thuộc tehsil Badami, huyện Bagalkot, bang Karnataka, Ấn Độ.